# Avril (Yael Naim)
Avril è il secondo e ultimo singolo estratto dall'album di debutto della franco-israeliana Yael Naim intitolato In a Man's Womb, ai tempi della pubblicazione del singolo era conosciuta solamente come Yael, il singolo non riscosse successo.

## Tracklist
- "Avril" - Radio Edit - 3.15
- "Avril" - Edit Mix - 3.15